# Hotelbau (Zeitschrift)
hotelbau ist eine Fachzeitschrift, die thematisch im Bereich der Hotelbaubranche angesiedelt. Herausgeber ist die FORUM Zeitschriften und Spezialmedien GmbH, ein Tochterunternehmen der Forum Media Group. Die Erstausgabe erschien im Jahre 2007.

## Inhalte
hotelbau veröffentlicht Informationen und Hintergründe über nationale und internationale Hotelprojekte sowie Objektreportagen mit den Schwerpunkten  Architektur, Gebäudetechnik, Design und Management. Weiterhin werden  Interviews mit Eigentümern, Architekten und Fachplanern sowie Berichte über die Hotelmarktentwicklung veröffentlicht.
Zur Zielgruppe gehören Investoren, Projektentwickler, Architekten, Innenarchitekten, Bauingenieure, Fachplaner, technische Leiter und Hoteldirektoren.
Die Zeitschrift wird geprüft durch die Informationsgemeinschaft zur Feststellung der Verbreitung von Werbeträgern e.V. (IVW).